# Jin Ki-joo
Jin Ki-joo (진기주?, Jin GijuLR, Chin KichuMR; Seul, 26 gennaio 1989) è un'attrice sudcoreana.
Prima di dedicarsi alla recitazione, ha lavorato per Samsung SDS e come giornalista della stazione radio G1 della SBS, operante nella provincia di Gangwon. In televisione ha interpretato ruoli secondari nei drama coreani Dubeonjjae seumusal, Dar-ui yeon-in - Bobogyeongsim ryeo e Misty prima di ottenere il suo primo ruolo da protagonista in Iri-wa an-ajwo.

## Filmografia

### Cinema
- Little Forest (리틀 포레스트?, Riteul poreseuteuLR), regia di Yim Soon-rye (2018)
- Midnight (미드나이트?), regia di Kwon Oh-seung (2021)

### Televisione
- Dubeonjjae seumusal (두번째 스무살?) – serie TV (2015)
- Pongdang pongdang love (퐁당퐁당 LOVE?) – miniserie TV (2015)
- Hanbeon deo happy ending (한번 더 해피엔딩?, Hanbeon deo haepi endingLR) – serie TV (2016)
- Good Wife (굿 와이프?, Gut wa-ipeuLR) – serie TV (2016)
- Dar-ui yeon-in - Bobogyeongsim ryeo  (달의 연인 - 보보경심 려?) – serie TV (2016)
- Gunju - Gamyeon-ui ju-in (군주-가면의 주인?) – serie TV (2017)
- Su-yo-il ohu 3si 30bun (수요일 오후3시30분?) – webserie (2017)
- Misty (미스티?, MiseutiLR) – serie TV (2018)
- Iri-wa an-ajwo (이리와 안아줘?) – serie TV (2018)
- Chomyeon-e saranghamnida (초면에 사랑합니다?) – serie TV (2019)
- O! Samgwang Villa! (오! 삼광빌라!?) – serie TV (2020-2021)
- Jigeumbuteo, showtime! (지금부터, 쇼타임!?) - drama TV (2022)
- Eojjeoda majuchin, geudae (어쩌다 마주친, 그대?) – serie TV (2023)
- Uncle Samsik (삼식이 삼촌?, Samsig-i samchonLR) – serie TV (2024)

## Riconoscimenti
| Anno | Premio               | Categoria                    | Opera nominata | Risultato       |
| ---- | -------------------- | ---------------------------- | -------------- | --------------- |
| 2014 | Supermodel Contest   | Premio Olivia Lauren         |                | Vincitore/trice |
| 2018 | Baeksang Arts Awards | Miglior nuova attrice (film) | Little Forest  | Candidato/a     |